# Tylototriton shanjing
El tritón emperador, tritón mandarín o salamandra mandarina (Tylototriton shanjing), es un tritón altamente tóxico originario de China.

## Descripción
El Tylototriton shanjing puede medir hasta 20 cm de largo. Tiene una cabeza naranja estriada desde la cual se extiende una única cresta naranja a lo largo de su espalda. Suele ser nocturno. Esta cresta está bordeada por dos filas paralelas de protuberancias naranjas sobre un fondo negro. La cola y las patas son completamente naranjas. La tonalidad del naranja puede variar.
|  |
|  |

|  |
|  |

|  |
|  |

## Mecanismos de defensa
El Tylototriton shanjing puede parecer una presa fácil por su brillante coloración, pero la parte superior de sus vértebras y cráneo tienen un hueso especialmente grueso. Además, las verrugas anaranjadas en su espalda son venenosas, y cuando se agarra al tritón, las puntas de las costillas exprimen el veneno de las glándulas. Los tritones emperador tienen suficiente toxina para matar aproximadamente 7500 ratones. Aunque son venenosos, estos tritones generalmente son seguros para el manejo humano siempre que se manejen con cuidado y suavidad.

## Rango y hábitat
Los tritones emperadores viven en el centro, oeste y sur de Yunnan, China, entre 1000 y 2500 metros sobre el nivel del mar.
Habitan estanques y arroyos de corriente leta en bosques subtropicales.

## Dieta
El tritón emperador suele comer pequeños invertebrados de su entorno, como grillos y gusanos. Los tritones emperador en cautividad suelen comer gusanos de cera, grillos y lombrices de tierra.

## Taxonomía
Durante mucho tiempo, los tritones emperador se clasificaron junto con el tritón del Himalaya ( T. verrucosus ).